# Centro de Pesquisa e Documentação de História Contemporânea do Brasil
El Centro de Pesquisa e Documentação de História Contemporânea do Brasil (CPDOC) (en español: "Centro de Investigación y Documentación de la História Contemporánea de Brasil")  es una institución de investigación y enseñanza superior brasileña que posee una base de datos de documentación y archivos personales sobre la historia contemporánea de Brasil. El CPDOC está vinculado a la Fundación Getulio Vargas (FGV) y realiza investigaciones multidisciplinarias en las áreas de ciencias sociales, ciencia política, Relaciones Internacionales e Historia..

## Historia
Fue creado en 1973 con sede en la ciudad de Río de Janeiro. En 1988, el Centro de Investigación y Documentación de Historia Contemporánea de Brasil (CPDOC) creó la Revista Estudos Históricos, calificada A1 por los criterios Qualis. En 2009, se lanzó la Revista Mosaico, con un enfoque académico en las ciencias sociales.
Además del Programa de Postgrado en Historia, Política y Bienes Culturales (PPHPBC), lanzado en 2003, la institución ofrece un Máster Profesional en Bienes Culturales y cursos lato sensu, como el Master of Business Administration (MBA) en Relaciones Internacionales. También se ha abierto una titulación académica en Ciencias Sociales.
El CPDOC cuenta con investigadores como Oliver Stuenkel, Matias Spektor, Jairo Nicolau y Elena Lazarou.

## Colección
La colección, estimada en más de 2 millones de documentos, está compuesta por manuscritos, impresos, fotos, discos, películas y casetes, y utiliza la base de datos Accessus. A través del Programa de Archivos Personales (PAP), ha desarrollado actividades de divulgación de los acervos de mujeres como Alba Zaluar, Almerinda Farias Gama, Alzira Vargas do Amaral Peixoto, Yvone Maggie, entre otras.